# تلمبه حیدرزادگان
تلمبه حیدرزادگان یک منطقهٔ مسکونی در ایران است که در دهستان طسوج (کوار) واقع شده‌است.